# Kleszcz (serial animowany)
Kleszcz (ang. The Tick) – amerykański serial animowany o przygodach herosa, przebranego w strój kleszcza i tytułującego się Kleszcz. Jego partnerem jest Artur, który przebrany jest w strój ćmy. Serial jest parodią opowieści o superbohaterach: współpracuje z innymi herosami o dziwacznych imionach i cechach (np. Jeż Kanałowy); z każdej zakończonej akcji wyciąga zabawny morał.
Serial, choć docelowo był kierowany do młodszej widowni, największą oglądalność zdawał się osiągać pośród młodzieży gimnazjalnej i niejednokrotnie licealnej.
Serial posiada dwie wersje dubbingu – pierwsza (odc. 1-13) emitowana na antenie Canal+ (premiera: 13 września 1995 roku) oraz w telewizyjnej Dwójce, a druga emitowana na kanałach TVN i Fox Kids / Jetix. Obecnie serial nie jest emitowany w polskiej telewizji.
W 2001 roku, po przejęciu Fox Kids Worldwide przez The Walt Disney Company, prawa do serialu przeszły na Disneya. Mimo to serial nie jest dostępny na Disney+. Jednak serial jest dostępny na Hulu.

## Wersja polska

### Pierwsza wersja (Canal+ i TVP2, tylko pierwsze 13 odcinków)
Opracowanie i udźwiękowienie: PAANFILM STUDIO WARSZAWA

Reżyseria i dialogi: Dariusz Dunowski

Dźwięk i montaż: Michał Skarżyński

Organizacja produkcji: Lidia Masiak

Wystąpili:
- Wojciech Machnicki – Kleszcz
- Jacek Bończyk – Artur
- Anna Apostolakis – Pokojówka
- Artur Kaczmarski – Nietoperz
- Mieczysław Morański – Jeż
- Rafał Sisicki – Kameleon
- Jan Kulczycki – Kula
- Krystyna Kozanecka – Dot
- Olga Bończyk – Sally
- Ryszard Nawrocki – Burmistrz
- Zbigniew Suszyński
- Władysław Grzywna
- Miriam Aleksandrowicz
- Jacek Czyż
- Jacek Bursztynowicz
- Małgorzata Dropko
- Joanna Wizmur
- Ryszard Olesiński
- Jerzy Dominik
- Krzysztof Kołbasiuk
- Tomasz Grochoczyński
- Jacek Sołtysiak
- Mieczysław Gajda
- Mariusz Leszczyński
- Jarosław Boberek
- Mikołaj Müller
- Marcin Kudełka

### Druga wersja (Fox Kids, Jetix i TVN)
Wersja polska: Master Film

Reżyseria: Sławomir Pietrzykowski

Dialogi polskie: Dariusz Dunowski

Dźwięk: Iwona Ejsmund

Montaż: Urszula Jabłońska

Kierownik produkcji: Dariusz Paprocki

Udział wzięli:
- Zbigniew Suszyński – Kleszcz
- Jacek Kopczyński – Artur
- Cezary Kwieciński – Czerwony Śledź
- Robert Tondera –
  - Nietoperz,
  - Krzesło Czipindel,
  - Zły nocny bombowiec, który bombarduje o północy
- Jacek Wolszczak – Mózgowiec
- Jacek Mikołajczak – Dinozaur Nil
- Dariusz Odija
- Tomasz Kozłowicz
- Paweł Szczesny
- Ryszard Olesiński
- Tomasz Marzecki
- Dorota Landowska
- Brygida Turowska
- Wojciech Paszkowski
- Joanna Jędryka

i inni

## Spis odcinków
| Nr             | Polski tytuł (wersja Fox Kids, TVN i Jetix) Polski tytuł (wersja Canal+ i TVP2) – tylko pierwsze 13 odcinków | Angielski tytuł                                           |
| -------------- | --- | --------------------------------------------------------- |
|                | |                                                           |
| Seria pierwsza | |                                                           |
|                | |                                                           |
| 01             | Kleszcz kontra Gang Spryciarzy                                                                               | The Tick vs The Idea Men                                  |
|                | |                                                           |
| 02             | Kleszcz kontra krzesło w stylu Chippendale Walka z taboretem                                                 | The Tick vs Chairface Chippendale                         |
|                | |                                                           |
| 03             | Kleszcz kontra dinozaur Nil                                                                                  | The Tick vs Dinosaur Neil                                 |
|                | |                                                           |
| 04             | Kleszcz kontra Władca Jaźni Walka z panem Hipno                                                              | The Tick vs Mr. Mental                                    |
|                | |                                                           |
| 05             | Kleszcz kontra Piekarz                                                                                       | The Tick vs The Breadmaster                               |
|                | |                                                           |
| 06             | Kleszcz kontra El Sadzonka                                                                                   | The Tick vs El Seed                                       |
|                | |                                                           |
| 07             | Kleszcz kontra Kleszcz                                                                                       | The Tick vs The Tick                                      |
|                | |                                                           |
| 08             | Kleszcz kontra ropucha                                                                                       | The Tick vs The Uncommon Cold                             |
|                | |                                                           |
| 09             | Kleszcz kontra Mózgowiec                                                                                     | The Tick vs Brainchild                                    |
|                | |                                                           |
| 10             | Kleszcz kontra Ananas Pokopo                                                                                 | The Tick vs Pineapple Pokopo                              |
|                | |                                                           |
| 11             | Kleszcz kontra człowiek mol                                                                                  | The Tick vs The Mole-Men                                  |
|                | |                                                           |
| 12             | Kleszcz kontra proto klaun                                                                                   | The Tick vs The Proto Clown                               |
|                | |                                                           |
| 13             | Kleszcz kontra karta kredytowa Artura                                                                        | The Tick vs Arthur’s Bank Account                         |
|                | |                                                           |
| Seria druga    | |                                                           |
|                | |                                                           |
| 14             | | The Little Wooden Boy and the Belly of Love               |
|                | |                                                           |
| 15             | Sam na zawsze                                                                                                | Alone Together                                            |
|                | |                                                           |
| 16             | | Armless but Not Harmless                                  |
|                | |                                                           |
| 17             | | Leonardo da Vinci and His Fightin’ Genius Time Commandos! |
|                | |                                                           |
| 18             | | Coach Fussell’s Lament                                    |
|                | |                                                           |
| 19             | Dzień Bloom                                                                                                  | Bloomsday                                                 |
|                | |                                                           |
| 20             | Zło schodzi na moment                                                                                        | Evil Sits Down for a Moment                               |
|                | |                                                           |
| 21             | Bohaterowie                                                                                                  | Heroes                                                    |
|                | |                                                           |
| 22             | Mrówki w podłodze                                                                                            | Ants in Pants!                                            |
|                | |                                                           |
| 23             | Kochany Mikołaju                                                                                             | The Tick Loves Santa!                                     |
|                | |                                                           |
| 24             | Kleszcz kontra wielkie nic                                                                                   | The Tick vs The Big Nothing                               |
|                | |                                                           |
| 25             | | The Tick vs Reno, Nevada                                  |
|                | |                                                           |
| 26             | | Grandpa Wore Tights                                       |
|                | |                                                           |
| Seria trzecia  | |                                                           |
|                | |                                                           |
| 27             | | That Mustache Feeling                                     |
|                | |                                                           |
| 28             | | The Tick vs Dot and Neil’s Wedding                        |
|                | |                                                           |
| 29             | | Sidekicks Don’t Kiss                                      |
|                | |                                                           |
| 30             | Kleszcz kontra Artur                                                                                         | The Tick vs Arthur                                        |
|                | |                                                           |
| 31             | | Devil in Diapers                                          |
|                | |                                                           |
| 32             | | The Tick vs Filth                                         |
|                | |                                                           |
| 33             | Kleszcz kontra Europa                                                                                        | The Tick vs Europe                                        |
|                | |                                                           |
| 34             | Kleszcz kontra nauka                                                                                         | The Tick vs Science                                       |
|                | |                                                           |
| 35             | Kleszcz kontra prehistoria                                                                                   | The Tick vs Prehistory                                    |
|                | |                                                           |
| 36             | Kleszcz kontra edukacja                                                                                      | The Tick vs Education                                     |
|                | |                                                           |